# Nectopsyche flavofasciata
Nectopsyche flavofasciata là một loài Trichoptera trong họ Leptoceridae. Chúng phân bố ở vùng Tân nhiệt đới.